# Dolores Blanca Morenas Aydillo
Dolores Blanca Morenas Aydillo (Villafranca de los Barros, Badajoz, 25 de mayo de 1937 - Badajoz, 19 de junio de 1998) fue una bióloga, catedrática y política española.

## Biografía
Licenciada en biología, fue catedrática en centros de enseñanzas medias y después en el campus de Badajoz de la Universidad de Extremadura. En el ámbito político, fue elegida diputada al Congreso en 1977, primeras elecciones democráticas tras la dictadura dentro de las listas de Unión de Centro Democrático (UCD) por la circunscripción de Badajoz, renovando el escaño en 1979. Entre 1977 y 1978, fue subdirectora general de Estudios del ministerio de Educación y Ciencia, y como parlamentaria, además de ser una de las 27 mujeres que formaron parte de la Legislatura Constituyente, fue vicepresidenta primera de la Comisión de Industria y Energía (1977-1979) y de la Comisión de Educación (1978-1981). Formó parte de la Asamblea de Parlamentarios que iniciaron el proceso autonómico extremeño y participó como consejera de Industria y Energía y vicepresidenta de asuntos legislativos en la Junta Regional de Extremadura, nombre que recibió el órgano ejecutivo en la fase preautonómica, luego llamado Junta de Extremadura.